# Michael Feinberg
Michael Feinberg (* 26. März 1987) ist ein US-amerikanischer Jazzmusiker (Kontrabass, E-Bass, Komposition) des Modern Jazz.

## Leben und Wirken
Feinberg begann seine Karriere schon als Kind und galt als musikalisches Wunderkind. Erste Erfahrungen im Bereich des Jazz sammelte er mit 18 Jahren im Quartett von Russell Gunn, bevor er sein Studium an der University of Miami begann. In dieser Zeit entstand sein Debütalbum Harajuku, das ihm zu einem Engagement in Betty Carter’s Jazz Ahead im Kennedy Center in Washington, DC verhalf. Nach seiner Rückkehr nach Miami beschäftigte sich Feinberg mit dem Komponieren, was zu der Produktion des Albums Evil Genius führte. Nach Studienabschluss zog er nach New York Ckity, wo er sein Studium an der New York University fortsetzte und mit Musikern wie John Scofield, Jean-Michel Pilc, George Garzone, Kenny Werner und Billy Drummond spielte. In den folgenden Jahren trat er in New Yorker Jazzclubs wie der 55 Bar, Smalls und Fat Cat auf.
Des Weiteren arbeitete Feinberg als Begleitmusiker, Bandleader, Komponist und Musikpädagoge; er ist als Sessionmusiker auf etwa 50 Aufnahmen zu hören, z. T. auch mit eigenen Kompositionen. Feinberg spielte u. a. mit Ambrose Akinmusire, Lee Ritenour, Ari Hoenig, Melissa Aldana, Dayna Stephens, Run DMC und Peter Bernstein 2010 nahm er im Eigenverlag mit Godwin Louis (as), Noah Preminger (ts), Julian Shore (p), Alex Wintz (git) und Daniel Platzman (dr) das Album With Many Hands auf, gefolgt von The Elvin Jones Project, an dem Tim Hagans, George Garzone, Leo Genovese und Billy Hart mitwirkten und das bei Sunnyside Records erschien. Im Bereich des Jazz listet ihn Tom Lord zwischen 2010 und 2013 mit vier Aufnahmesessions.
2018 leitete er das Michael Feinberg Quintet featuring David Liebman, 2019 ein Quintett, dem Tivon Pennicott, Giveton Gelin, Benito Gonzalez und Ian Froman angehören.

## Auszeichnungen
Feinberg war 2007 Semifinalist bei der International Songwriting Competition for Performance and Jazz Composition.  2010 gewann er den Down Beat Student Music Award, 2012 den Six String Theory Rhythm Section Contest.

## Diskographische Hinweise
- Michael Feinberg's Humblebrag: Live At 800 East (Behip, 2013), mit Billy Buss, Godwin Louis, Julian Shore, Terreon Gully
- Whatever Possessed Me (2018)
- From Where We Came (SteepleChase, 2020), mit Dave Liebman, Noah Preminger, Gary Versace, Ian Froman[3]
- Blues Variant (SteepleChase, 2023), mit Dave Liebman, Noah Preminger, Leo Genovese, Nasheet Waits